# Vlasnijverheid in Zele
De vlasnijverheid in Zele was een belangrijke economische activiteit voor de Zelenaars, van de middeleeuwen tot de eerste helft van de 20e eeuw. Ze kregen hierdoor de bijnaam "Kloddezakken".

## Ontstaan
De vlasnijverheid in Zele is rond de late middeleeuwen ontstaan (13e/14e eeuw). De landbouwgrond leende zich behoorlijk goed voor het verbouwen van vlas, niet alleen in Zele maar ook in het hele Waasland en rond Dendermonde. Het betrof vooral het bewerken van vlas tot linnen, met verschillende technieken zoals slijten, repelen, brakelen en zwingelen. Zele was in de 17e eeuw en 18e eeuw vooral bekend door de goede kwaliteit vlasvezel; dat zorgde ervoor dat honderden families in Zele werk en inkomsten kregen. Het winnen en bewerken van vlas leidde er ook tot vlashandel. Er was zo’n gemiddelde opbrengst van ongeveer 750 kg per hectare. Na de Eerste Wereldoorlog stopten sommige vlasbewerkers en gingen weg met de moderne mechanisatie en de bewerking van het vlas als spreivlas en veldroot. De kwaliteit was het beste bij de veldputten. De boeren van Zele met hun kleine landbouwbedrijf woonden meestal op Veldeken, Avermaat, Dijk, Meerkant, Huivelde, Heikant en Kamershoek. Het verbouwen van vlas vereist vruchtwisseling (ter voorkoming van ziekten gaat men nu uit van slechts eenmaal per zeven jaar op hetzelfde perceel verbouwen).

## Vanaf de 19e eeuw
Die verwerking van vezel in vlasfabrieken is een gevolg van de eerste industriële revolutie, dit was ook in Zele. De vlasindustrie van de familie Morel was toen een groot bedrijf die zich bezig hield met die verwerking van vlasvezel. Ook is men in de 19e eeuw lang dat vezel blijven verwerken via een oude manier, vooral in het spinnen en weven van klodden. De arme jaren in Zele waren ook in de 19e eeuw, dat kwam doordat ze vezel grof konden kaarden en spinnen. Dat was een product met een toegevoegde waarde dat niet echt veel vertoond werd op de textielmarkt. Dat leidde dan tot lage lonen en weinig verdienste. De Zelenaars stonden in die tijd bekend voor het samenrapen van het vlasafval, zo komen ze aan de bijnaam de “Kloddezakken”. Al dat slechte vlas en de klodden gingen naar de Zeeldraaier. Dit was opkoper of loonwerker. Een kloddeman heeft de Zelenaars die naam gegeven. Zo worden de Zelenaars vandaag de dag nog steeds genoemd.

## Verval van de vlasindustrie in Zele
Het verval begon al eind 19e eeuw, dat gebeurde door een zware crisis waardoor een groot deel van de weefgetouwen werden stil gelegd. Ze hebben geprobeerd om het weer op te nemen maar uiteindelijk zijn ze overgestapt naar jute. Sommige boeren bezaaiden hun akkers nog voor vlas, maar enkel de harde werkers konden dit volhouden. Zele is een belangrijk punt geweest tijdens de vlasindustrie en dit kan je nog zien aan het wapenschild van Zele. Daar vind je twee bookhamers met een glasraam op in het gemeentehuis, dit als aandenken aan de vlasindustrie.

## Later
Pas begin de 20e eeuw zijn de Zelenaars overgeschakeld naar jutevezel voor technische weefsels en werd het vlas minder en minder verbouwd en verwerkt. Vooral op de Heikant had men tot 1940 nog een paar grote families van ‘vlassers’. Nu bij recente archeologische opgravingen aan het Wijnveld werden sporen van vlasrootputten aangetroffen.